# Liste der Monuments historiques in Auvet-et-la-Chapelotte
Die Liste der Monuments historiques in Auvet-et-la-Chapelotte führt die Monuments historiques in der französischen Gemeinde Auvet-et-la-Chapelotte auf.

## Liste der Immobilien
| Bezeichnung                             | Beschreibung                   | Standort                        | Kennzeichnung | Schutzstatus | Datum | Bild |
| --------------------------------------- | ------------------------------ | ------------------------------- | ------------- | ------------ | ----- | ---- |
| Kircheneinfriedung auf dem Mont d’Auvet | aus dem frühen 11. Jahrhundert | Auvet, östlich des Ortes (Lage) | PA00132858    | Inscrit      | 1994  |      |

## Liste der Objekte
| Bezeichnung   | Beschreibung                   | Standort                               | Kennzeichnung | Schutzstatus | Datum | Bild |
| ------------- | ------------------------------ | -------------------------------------- | ------------- | ------------ | ----- | ---- |
| Kanzel        | Holz, 18. Jahrhundert          | Auvet, in der Kirche St-Maurice (Lage) | PM70002058    | Inscrit      | 1974  |      |
| Hauptaltar    | Stein, 18. Jahrhundert         | Auvet, in der Kirche St-Maurice (Lage) | PM70002025    | Inscrit      | 2002  |      |
| Kommunionbank | Schmiedeeisen, 18. Jahrhundert | Auvet, in der Kirche St-Maurice (Lage) | PM70002026    | Inscrit      | 2002  |      |